# نقطة ارتباط (الحوسبة)
نقطة الارتباط (بالإنجليزية: Mount (computing))‏ وتتم هذه العملية لكي يستطيع نظام التشغيل أو الحاسب الالي استخدام أي وسائط تخزينية (مثل القرص الصلب والاقراص الضوئية والمشاركة على الشبكة - Network share) لكي يستطيع المستخدم أو نظام التشغيل الوصل إلى الملفات في هذه الوسائط من خلال نظم الملفات، المستخدم يستطيع الوصول فقط إلى الملفات على الوسائط المرتبطة بنظام التشغيل mounted , وتتم هذه العملية عند بداية إقلاع الجهاز أيضا، من الامثلة المشهورة على استخدامات نقط الارتباط وحدة الذاكرة الفلاشة USB flash عند وضعها في الجهاز (ولذلك ينصح دائما بعمل فك الربط unmount قبل سحبها، في ويندوز يطلق عليها safely remove وفي يونكس ولينكس يستخدم الأمر umount لفك الربط)

## نظرة عامة
نقطة الارتباط mount point هي مكان في القسم يستخدم كجزر لنظام ملفات مستقل، هناك العديد من الوسائط التخزينية مثل المغناطيسية magnetic ، ضوئية-مغناطيسية magneto-optical ، ضوئية Optical ، والوسائط الشبه موصلة ذات الحالة الثابتة، اعتبارا من 2013 مازالت الوسائط المغناطيسية هي الأكثر انتشارا ومتوفرة في شكل وسائط القرص الصلب وبشكل اقل في الاقراس المرنة، قبل ان يتم التخزين على أي من الوسائط (بمعنى القراءة منه والكتابة عليه) يجب أن يكون نظام التشغيل قادر على التعامل معه، المنظم لهذه العملية هو نظام الملفات Filesystem ، كل نوع من أنواع نظم الملفات المختلفة يمد نظام التشغيل المضيف بما يسمى البيانات الوصفية metadata بحيث يستطيع أن يعرف كيف يقرأ ويكتب البيانات، عندما يكون الوسط medium (أو الوسائط media في حالة استخدام نظام ملفات بنظام مصفوفات ريد RAID يسمى القسم في هذه الحالة Volume) مرتبط mounted تصبح البيانات الوصفية (الميتاداتا metadata) مقرؤة بواسطة نظام التشغيل ويمكن استخدامها كوسط تخزين.